# Zonska nogometna liga Rijeka 1953./54.
Zonska nogometna liga Rijeka, također i pod nazivima Riječka zonska nogometna liga, Zonsko nogometno prvenstvo Rijeke, Riječka zona, Kotarska nogometna liga Rijeka, Kotarsko nogometno prvenstvo Rijeka, Riječka liga je bila liga petog stupnja nogometnog prvenstva Jugoslavije u sezoni 1953./54. 
 
Sudjelovalo je 13 klubova, a prvak je bila "Nafta" iz Rijeke. 

## Ljestvica
| mj. | klub                       | ut. | pob. | ner. | por. | gol+ | gol- | bod |
| --- | -------------------------- | --- | ---- | ---- | ---- | ---- | ---- | --- |
| 1.  | Nafta Rijeka               | 24  |      |      |      |      |      | 37  |
| 2.  | Goran Delnice              | 24  |      |      |      |      |      | 36  |
| 3.  | Klana                      | 24  | 13   | 7    | 4    | 61   | 33   | 33  |
| 4.  | Primorje Krasica           | 24  |      |      |      |      |      | 32  |
| 5.  | Vulkan Rijeka              | 24  |      |      |      |      |      | 29  |
| 6.  | Pomorac Kostrena           | 24  |      |      |      |      |      | 26  |
| 7.  | Primorac Šmrika            | 24  |      |      |      |      |      | 23  |
| 8.  | Risnjak Lokve              | 24  |      |      |      |      |      | 20  |
| 9.  | Jela Vrbovsko              | 24  |      |      |      |      |      | 19  |
| 10. | Viktor Lenac Rijeka        | 24  |      |      |      |      |      | 18  |
| 11. | Grobničan (Cernik – Čavle) | 24  |      |      |      |      |      | 17  |
| 12. | Svjetlost Rijeka           | 24  |      |      |      |      |      | 13  |
| 13. | Lučki radnik Rijeka        | 24  |      |      |      |      |      | 9   |

## Rezultatska križaljka
| kratica | klub                       | GOR | GRO | JELA | KLA | LUR | NAF | POM | PRIA | PRIJ | RIS | SVJ | VIL | VUL |
| --- | -------------------------- | --- | --- | ---- | --- | --- | --- | --- | ---- | ---- | --- | --- | --- | --- |
| GOR | Goran Delnice              |     |     |      |     |     |     |     |      |      |     |     |     |     |
| GRO | Grobničan (Cernik – Čavle) |     |     |      |     |     |     |     |      |      |     |     |     |     |
| JELA | Jela Vrbovsko              |     |     |      |     |     |     |     |      |      |     |     |     |     |
| KLA | Klana                      |     |     |      |     |     |     |     |      |      |     |     |     |     |
| LUR | Lučki radnik Rijeka        |     |     |      |     |     |     |     |      |      |     |     |     |     |
| NAF | Nafta Rijeka               |     |     |      |     |     |     |     |      |      |     |     |     |     |
| POM | Pomorac Kostrena           |     |     |      |     |     |     |     |      |      |     |     |     |     |
| PRIA | Primorac Šmrika            |     |     |      |     |     |     |     |      |      |     |     |     |     |
| PRIJ | Primorje Krasica           |     |     |      |     |     |     |     |      |      |     |     |     |     |
| RIS | Risnjak Lokve              |     |     |      |     |     |     |     |      |      |     |     |     |     |
| SVJ | Svjetlost Rijeka           |     |     |      |     |     |     |     |      |      |     |     |     |     |
| VIL | Viktor Lenac Rijeka        |     |     |      |     |     |     |     |      |      |     |     |     |     |
| VUL | Vulkan Rijeka              |     |     |      |     |     |     |     |      |      |     |     |     |     |
| |                            |     |     |      |     |     |     |     |      |      |     |     |     |     |
| podebljan rezultat - utakmice od 1. do 13. kola (1. utakmica između klubova) rezultat normalne debljine - utakmice od 14. do 26. kola (2. utakmica između klubova) rezultat nakošen - nije vidljiv redoslijed odigravanja međusobnih utakmica iz dostupnih izvora rezultat smanjen * - iz dostupnih izvora nije uočljiv domaćin susreta prekrižen rezultat - poništena ili brisana utakmica p - utakmica prekinuta 3:0 p.f. / 0:3 p.f. - rezultat 3:0 bez borbe n.i. - nije igrano |                            |     |     |      |     |     |     |     |      |      |     |     |     |     |

 Izvori: